# Bayley Kubara
Bayley Kubara (* 12. September 1998 in Womabarra) ist ein australischer Eishockeyspieler, der seit 2017 im europäischen Sommerhalbjahr für die CBR Brave in der Australian Ice Hockey League spielt. Neben seiner Rolle als Kapitän der CBR Brave ist Kubara Mitglied der australischen Nationalmannschaft und spielt in Deutschland für den ECW Sande. Seine Brüder Toby, Tyler und Casey sind ebenfalls Eishockeyspieler.

## Karriere
Bayley Kubara begann seine Karriere als Eishockeyspieler bei den Sydney Ice Dogs, für die er sieben Spiele in der Saison 2015/16 bestritt, bevor er in die Vereinigten Staaten ging und dort seine Karriere im Juniorenbereich bei den Utah Outliers in der Western States Hockey League fortsetzte. Von 2016 bis 2022 spielte er für die CBR Brave in der Australian Ice Hockey League. In ihren Diensten gewann er 2016 den Titel des Rookie des Jahres der AIHL sowie zwei australische Meistertitel in Form des Goodall Cup in den Jahren 2018 und 2022.
Nachdem er die australischen Sommer von 2016/17 an bei den Utah Outliers verbracht hatte, spielte er in der Saison 2017/18 bei den Philadelphia Junior Flyers in der Eastern Hockey League und war dann Kapitän der North Carolina Golden Bears in der Saison 2018/19, bevor er sich für das Albertus Magnus College in der Saison 2019/20 entschied. Seine erste Profisaison begann in Polen bei Naprzód Janów, wo er sein Team als Verteidiger mit 18 Punkten in 16 Spielen in der Scorerwertung anführte. Zur Saison 2021/22 kehrte er zur CBR Brave zurück und wurde zum Assistenzkapitän ernannt. Der Klub gewann in diesem Jahr zum zweiten Mal in vier Jahren die Meisterschaft. Nach dem Titel kehrte er für eine zweite Saison nach Europa zurück, diesmal zum finnischen Verein Karhu HT in der Suomi-sarja. Seit Ende August 2023 steht der Australier beim deutschen Viertligisten ECW Sande in der Eishockey-Regionalliga unter Vertrag.

### International
Auf Juniorenebene spielte Kubara für Australien bei der U18-Junioren-Weltmeisterschaft der Division IIB 2015 und nach dem Abstieg im Jahr 2016 in der Division IIIA, wo er als einer der Mannschaftskapitäne zum direkten Aufstieg beitrug. Bei den U20-Weltmeisterschaften vertrat Kubara das Land in den Jahren 2016, 2017 und 2018 drei weitere Male, wobei er 2016 zum Assistenzkapitän der Division II und 2017 zum Kapitän der Division III ernannt wurde.
Kubara stand zuletzt bei den Weltmeisterschaften der Division II 2023 im Herrennationalteam auf dem Eis.

## Erfolge und Auszeichnungen
- 2017 AIHL Rookie of the Year
- 2018 Goodall-Cup-Gewinn mit den CBR Brave
- 2022 Goodall-Cup-Gewinn mit den CBR Brave

### International
- 2016 Aufstieg in die Division IIB bei der U18-Junioren-Weltmeisterschaft der Division IIIA